# Можаровский район
Можаровский район — единица административного деления Актюбинской губернии, существовавшая с апреля по декабрь 1921. Центром района был п. Романкуль.
Можаровский район был образован 12 апреля 1921 года из волостей Орского уезда. В районе была 21 волость: Анастасьевская, Аралтюбинская (кочевая), Ащибутакская, Ащилисайская (кочевая), Борисовская, Верхне-Киембайская, Домбарская, Екатеринославская, Истемесская (кочевая), Кайрактысайская, Комсакская, Комсактинская (кочевая), Котансинская, Кошенсайская, Можаровская, Тастыбутакская (кочевая), Тереклинская (кочевая), Токанская (кочевая), Херсонская, Эрзерумская, Яковлевская.
5 октября 1921 года 7 волостей были переданы в Оренбургскую губернию. 21 октября 1921 года Тереклинская волость была переданача частью в Актюбинский уезд, часть в Оренбургскую губернию.
19 декабря 1921 года Можаровский район был упразднён.